# Natibpur
Natibpur é uma vila no distrito de Haora, no estado indiano de Bengala Ocidental.

## Demografia
Segundo o censo de 2001, Natibpur tinha uma população de 5707 habitantes. Os indivíduos do sexo masculino constituem 52% da população e os do sexo feminino 48%. Natibpur tem uma taxa de literacia de 58%, inferior à média nacional de 59,5%: a literacia no sexo masculino é de 61% e no sexo feminino é de 54%. Em Natibpur, 17% da população está abaixo dos 6 anos de idade.